# Gila intermedia
The Gila chub (Gila intermedia) là một loài cá vây tia trong họ Cyprinidae.
Nó được tìm thấy ở México và Hoa Kỳ.